# Pavel Macenauer
Pavel Macenauer (24. dubna 1901 Plzeň – 30. července 1955 Úlice) byl český velkostatkář, inženýr a tenista. V období první republiky se stal několikanásobným tenisovým mistrem Československa.

## Život

### Mládí
Narodil se v Plzni, patrně v rodině Fridricha Ludvíka Macenauera, který od roku 1900 vlastnil zámek v Úlicích či pozemky v Jezné nedaleko Plzně. Po absolvování základního vzdělání vystudoval reálné gymnázium a ČVUT v Praze, kde roku 1927 získal titul inženýra.

### Tenisová kariéra
V roce 1922 se zúčastnil světového tenisového šampionátu na tvrdém hřišti, kde postoupil až do čtvrtfinále. V roce 1925 získal druhé místo na rakouském mezinárodním šampionátu, zúčastnil se také francouzského turnaje Roland Garros v roce 1926, kde se dostal do třetího kola. Na tenisovém Mistrovství východního Středomoří v roce 1926 se umístil na druhé příčce ve dvouhře, první místo potom získal v mužské čtyřhře se Sonkou a druhé místo ve smíšené čtyřhře společně s Řekyní Lenou Valaoritou-Scaramga.
Na Letních olympijských hrách v Paříži v roce 1924 se zúčastnil turnaje ve dvouhře mužů, ve třetím kole byl vyřazen Američanem Richardem Williamsem. S československým národním týmem se celkem pětkrát, v letech 1924 až 1929, zúčastnil Davisova poháru, s celkovou bilancí 9 výher a 11 proher.
Roku 1940 byl uveden jako velkostatkář v Úlicích.

### Po roce 1948
Po únoru 1948 a nastolení komunistického režimu v Československu byl nuceně zaměstnán jako správce lehkoatletického stadionu v Brně.

### Úmrtí
Pavel Macenauer zemřel náhle na infarkt myokardu 30. července 1955 v Úlicích. Pohřben byl na Ústředním hřbitově v Plzni.

### Rodina
Jeho bratrem byl hudebník Bedřich Macenauer starší, jeho synovcem pak dirigent a sbormistr Bedřich Macenauer mladší.